# Bryobrittonia longipes
Bryobrittonia longipes là một loài rêu trong họ Encalyptaceae. Loài này được Mitt. D.G. Horton mô tả khoa học đầu tiên năm 1978.